# Malur alablanc
Malurus leucopterus és una espècie d'ocell passeriforme de la família Maluridae. Viu a les zones àrides del centre d'Austràlia, des de l'interior de Queensland i Austràlia Meridional fins a Austràlia Occidental.